# Anne af Bretagne
Anne af Bretagne (fransk: Anne de Bretagne; bretonsk: Anna Breizh) (25/26 januar 1477 – 9. januar 1514) var regerende hertuginde af Bretagne fra 1488 indtil sin død, og dronning af Frankrig fra 1491 til 1498 som hustru til Karl 8. og fra 1499 til sin død som hustru til Ludvig 12. Hun er den eneste, der har været dronning af Frankrig to gange. Under De Italienske Krige blev Anne også dronning af Napoli fra 1501 til 1504 og hertuginde af Milano 1499-1500 og fra 1500 til 1512.
Anne voksede op i Nantes samtidig med en række konflikter, hvor kongen af Frankrig forsøgte at hævde sin suverænitet over Bretagne. Hendes far, Frans 2., hertug af Bretagne, var den sidste af Huset Montfort. Efter hans død i 1488 blev Anne regerende hertuginde af Bretagne, grevinde af Nantes, Montfort og Richmond og viscountess af Limoges. Hun var kun 11 år på det tidspunkt, men hun var allerede en eftertragtet arving på grund af Bretagnes strategiske position. Det næste år blev hun gift med Maximilian 1. af Østrig ved stedfortræder, men Karl 8. af Frankrig så dette som en trussel, da hans rige befandt sig mellem Bretagne og Østrig. Han startede et militært felttog, der til sidst tvang hertuginden til at give afkald på sit ægteskab.
Anne giftede sig endelig med Karl 8. i 1491. Ingen af deres børn overlevede den tidlige barndom, og da kongen døde i 1498, overgik tronen til hans fætter Ludvig 12. Efter en aftale, der blev indgået for at sikre annekteringen af Bretagne, måtte Anne gifte sig med den nye konge. Ludvig 12. var dybt forelsket i sin hustru, og Anne havde mange muligheder for at genhævde sit hertugdømmes uafhængighed. De fik to døtre sammen, og selv om ingen af dem kunne arve den franske trone på grund af Den saliske lov, blev den ældste erklæret arving til Bretagne. Det lykkedes Anne at få samme datter forlovet med Karl af Østrig, barnebarn af Maximilian 1., men efter moderens død i 1514 blev hendes datter gift med sin fætter Frans 1. af Frankrig. Dette ægteskab førte senere til den formelle forening af Frankrig og Bretagne.
Anne er højt værdsat i Bretagne som en samvittighedsfuld hersker, der forsvarede hertugdømmet mod Frankrig. I den romantikken blev hun en figur for bretonsk patriotisme, og hun blev hædret med mange mindesmærker og statuer. Hendes kunstneriske arv er vigtig i Loiredalen, hvor hun tilbragte det meste af sit liv. Hun var navnlig ansvarlig, sammen med sine mænd, for arkitektoniske projekter på slottene i Blois og Amboise.

## Liv

### Tidlige år og uddannelse
Anne blev født den 25. eller 26. januar 1477 på Château des ducs de Bretagne i byen Nantes i det, der nu er Loire-Atlantique- departementet i Frankrig, som det ældste barn af Hertug Frans 2. af Bretagne og hans anden hustru Margrete af Foix, Infanta af Navarra. Fire år senere (før den 10. maj 1481) fik hendes forældre en anden datter, Isabella. Hendes mor døde, da hun var lille, mens hendes far døde, da Anne var elleve år gammel.
Det er sandsynligt, at hun lærte at læse og skrive på fransk og måske lidt latin. I modsætning til hvad der undertiden er blevet hævdet, var det usandsynligt, at hun lærte græsk eller hebraisk og aldrig talte eller forstod det bretonske sprog. Hun blev opdraget af en guvernante, Françoise de Dinan, Frue af Chateaubriant og gennem ægteskab grevinde af Laval. Derudover havde hun adskillige vejledere, herunder hendes butler og hofdigter, Jean Meschinot, der menes at have lært hende dans, sang og musik.

### Arving til Bretagne
I denne periode var arvefølgeloven uklar, men inden Den bretonske arvefølgekrig opererede man hovedsageligt i henhold til semi-salisk lov, dvs. kvinder kunne arve, men kun hvis den mandlige linje var død. Guérande-traktaten fra 1365 fastslog imidlertid, at uden af en mandlig arving af Huset Montfort, ville arvingerne af Johanne af Penthièvre arve. Da Anne blev født, var hendes far den eneste mand fra det bretonske hus af Montfort, og Blois-Penthièvre-arvingen var en kvinde, Nicole af Blois, der i 1480 solgte sine rettigheder til Bretagne til Kong Ludvig 11. af Frankrig for et beløb på 50.000 écus.
Fraværet af en mandlig arving gav anledning til truslen om en dynastisk krise i hertugdømmet eller til dens direkte overførles til det kongelige domæne. For at undgå dette fik Frans 2. officielt anerkendt Anne som sin arving af Bretagnes stænderforsamling den 10. februar 1486. Imidlertid forblev spørgsmålet om hendes ægteskab et diplomatisk spørgsmål.

### Forlovelser
Anne blev forlovet flere gange.
- I 1480 blev hun officielt lovet i ægteskab til Edvard, prins af Wales, søn af Edvard 4. fra England; dog forsvandt drengen kort efter Edvard 4.'s død i 1483, antageligt myrdet - eftersigende efter ordre fra hans regent den senere Richard 3.[9]
- Maximilian, Romernes Konge og ærhertug af Østrig, enkemand efter Maria af Burgund, datter og arving efter Karl den Dristige .
- Alan 1. af Albret, søn af Katarina af Rohan og Johan 1. af Albret. Gennem sin mor var han et barnebarn af Hertug Johan 5. af Bretagne og dermed en mulig arving. Selvom han var en allieret med hertug Frans 2., nægtede Anne at gifte sig med ham, fordi hun fandt ham frastødende.
- Ludvig, hertug af Orléans, fætter til Kong Karl 8. og fremtidig konge, var en anden aspirant til hendes hånd, på trods af at han allerede var gift med kongens søster Johanne.
- Johan 4. af Chalon-Arlay, Prins af Oranje. Et barnebarn af Richard, greve af Étampes og nevø til Frans 2., var han den næste i arvefølgen efter Anne og Isabella.
- Edward Stafford, 3. hertug af Buckingham. I 1488 havde Henrik 7. af England foreslået et ægteskab mellem Buckingham og Anne, men i december 1489 betalte eksekutorerne af Henry Percy, 4. jarl af Northumberlands testamente, kongen 4000 £ for Buckinghams ægteskab med Percys ældste datter Eleanor .

Viscount Johan 2. af Rohan, også i arvefølgen til den bretonske trone, tilbød med støtte fra marskallen Jean 4. de Rieux et dobbeltægteskab, hvorved hans sønner François og Jean blev gift med henholsdvis Anne og hendes søster Isabella, men Frans 2. modsatte sig denne plan.

### Ægteskaber
I 1488 blev Frans 2. besejret i Slaget ved Saint-Aubin-du-Cormier, og dermed sluttede Den vanvittige krig (la Guerre Folle mellem Bretagne og Frankrig. I Sablé-traktaten (den 19. august 1488), der afsluttede fredsforhandligner, blev hertugen tvunget til at acceptere klausuler om, at hans døtre ikke måtte giftes uden tilladelse fra kongen af Frankrig.
Med Frans 2.'s død kort derefter (den 9. september 1488) som et resultat af et fald fra hans hest blev Bretagne kastet ind i en ny krise, der førte til den sidste Fransk-Bretonske krig. På sit dødsleje fik hertugen sin datter til at love aldrig at give tilladelse til hertugdømmets undertvingelse af Kongeriget Frankrig. Før han døde, udnævnte Frans 2. marskallen de Rieux til formynder for sin datter.
Efter at have flygtet fra Nantes efter i lyset af hendes rådgiveres uenighed om spørgsmålet om hendes ægteskab, blev Anne kronet til hertuginde af Bretagne i Rennes den 10. februar 1489. I en alder af tretten år, den 19. december 1490, blev hun gift ved stedfortræder med Maximilian 1. af Østrig i Rennes Katedral. Det gav hende titlen Romernes dronning. Franskmændene betragtede dette som en alvorlig provokation, det overtrådte ikke bare Sablé-traktaten (kongen af Frankrig havde ikke givet sit samtykke til ægteskabet), men genintroducerede også en fjende af Frankrig som hersker i Bretagne, noget de havde ønsket at undgå i 14. og 15. århundrede. Ægteskabet viste sig også dårligt planlagt tidsmæssigt: Habsburgerne var for travlt optaget i Ungarn til at visse seriøs interesse til Bretagne, og kastilianerne havde travlt med at kæmpe i Granada.
Selvom både Kastilien og England sendte et lille antal tropper for at supplere hertugdømmets hær, ønskede ingen af dem åben krig med Frankrig. Foråret 1491 bragte nye succeser fra den franske general La Trémoille (den tidligere sejrherre i Slaget ved Saint-Aubin-du-Cormier), og Kong Karl 8. af Frankrig drog til Rennes, hvor Anne opholdt sig, for at belejre byen, og dermed tvinge hende til at afstå fra ægteskabet med habsburgerne.
Efter to måneders belejring uden hjælp og ikke i stand til længere at modstå , faldt Rennes. Karl 8. gjorde sit indtog i byen den 15. november, og begge parter underskrev Rennes-traktaten, som afsluttede den Frankrigs fjerde militære felttog mod Bretagne. Efter at have nægtet alle foreslåede ægteskaber med franske fyrster, blev Anne forlovet med kongen den 17. november 1491. Derefter tog Anne, eskorteret af sin hær (tilsyneladende for at vise, at hun villigt havde accepteret ægteskabet), til Langeais for at blive gift. Østrig fremsatte diplomatiske protester (især til Paven) og hævdede, at ægteskabet var ulovligt, fordi bruden var uvillig, og fordi hun allerede var lovmæssigt gift med Maximilian, og fordi Karl 8. var lovmæssigt forlovet med Margrete af Østrig, Maximilians datter.
Det officielle ægteskab mellem Anne og Kong Karl 8. fra Frankrig blev fejret i den store sal på Château de Langeais den 6. december 1491 ved daggry. Ceremonien blev gennemført diskret og i hast, fordi ægteskabet teknisk set var ulovligt, indtil Pave Innocens 8., til gengæld for betydelige indrømmelser, godkendte ægteskaben den 15. februar 1492 ved at gennemføre annulleringen af ægteskabet ved stedfortræder med Maximilian og samtidig give en dispensation til ægteskabet med Karl 8., som var nødvendigt, fordi kongen og Anne var beslægtet i den forbudte fjerde grad af blodsslægtskab. Ægteskabskontrakten forudsatte, at ægtefællen, der overlevede den anden, ville beholde Bretagne i sin besiddelse. Dog blev det også bestemte, at hvis Karl 8. døde uden mandlige arvinger, skulle Anne gifte sig med hans efterfølger og således sikre de franske konger en anden mulighed for at annektere Bretagne permanent.

### Dronning af Frankrig
Ved ægteskabet i 1491 blev Anne af Bretagne dronning af Frankrig. Hendes ægteskabskontrakt erklærede, at det blev indgået for at sikre fred mellem Hertugdømmet Bretagne og Kongeriget Frankrig. Hun gjorde Karl 8. til sin evige repræsentant. Den 8. februar 1492 blev Anne kronet til dronning af Frankrig i Saint-Denis Basilikaen. Hun var den første dronning, der blev kronet der og indsat, " ved at blive salvet i hovedet og på brystet" af André d'Espinay, ærkebiskoppen af Bordeaux. Hendes mand forbød hende at bruge titlen hertuginde af Bretagne, og det blev et stridspunkt mellem de to. Gabriel Miron blev dronningens kansler og hendes første læge. Han underskrev dronningens ægteskabskontrakt med Kong Ludvig 12. den 1. januar 1499.
Annes ægteskab fik en dårlig begyndelse: Hun medbragte to senge, da hun ankom for at blive gifte med Karl, og kongen og dronningen boede ofte adskilt fra hinanden. På trods af dette var hun gravid i det meste af sit gifte liv (med et barn i gennemsnit hver fjortende måned). Da hendes mand udkæmpede krigen i Italien, blev regentskabet udøvet af hans søster Anne af Frankrig, der havde haft denne opgave mellem 1483 og1491. Anne af Bretagne havde en begrænset rolle i Frankrig og Bretagne og måtte undertiden acceptere at blive adskilt fra sine spæde børn. Hun boede primært på de kongelige slotte Amboise, Loches og Plessis eller i byerne Lyon, Grenoble eller Moulins (da kongen var i Italien). På Amboise, hvor Karl 8. havde arbejde at gøre, boede hun hovedsageligt i den nærliggende Clos Lucé, Leonardo da Vincis fremtidige hjem. Hun opførte sit eget kapel.
Hun blev dronning af Napoli og Jerusalem i forbindelse med Karl 8.'s erobring af Napoli.

### Hertuginde af Bretagne og andet ægteskab
Da Karl 8., arvingen til kongerne af Frankrigs krav på Bretagne, døde som følge af en ulykke den 4. april 1498, var Anne 21 år gammel og uden overlevende børn. Derefter overtog hun personligt administrationen af hertugdømmet Bretagne. Hun genindsatte den trofaste Philippe de Montauban som Bretagnes kansler, udpegede Jean de Châlon, prinsen af Oranje, som Bretagne arvegeneralløjtnant, udpegede hendes væbner Gilles af Texue som ansvarlig for Château de Brest, indkaldte Bretagne stænder og beordrede produktionen af en guldmønt med hendes navn.
Omkring hende var der en berømt cirkel af hofdigtere, blandt dem den italienske humanist Publio Fausto Andrelini fra Forlì, historikeren Jean Lemaire de Belges og digteren Jean Marot. Hun antog også i sin tjeneste tidens mest berømte musikere: Johannes Ockeghem, Antoine de Févin, Loyset Compère og Jean Mouton. Anne af Bretagne var uden tvivl den første dronning af Frankrig, der optrådte som en protektor, der var eftertragtet af kunstnere og forfattere i hendes tid.
Tre dage efter hendes mands død trådte betingelserne i hendes ægteskabsaftale i kraft. Den nye konge, Ludvig 12., var imidlertid allerede gift med Johanne af Valois, datter af Ludvig 11. og søster til Karl 8. Den 19. august 1498, i Étampes, indvilligede Anne i at gifte sig med Ludvig 12., hvis han opnåede en annullering fra Johanne inden for et år. Dage senere begyndte processen for annulleringen af ægteskabet mellem Ludvig 12. og Johanne af Valois. I mellemtiden vendte Anne tilbage til Bretagne i oktober 1498.
Hvis Anne havde gamblet på, at annulleringen ville blive afvist, tante hun. Ludvigs første ægteskab blev opløst af Pave Alexander 6. inden årets udgang. Annes tredje ægteskabskontrakt, blev underskrevet dagen indens hendes bryllup (Nantes, den 7. januar 1499), blev indgået under forudsætninger, der var radikalt forskellige fra dem i det andet. Hun var ikke længere et barn, men en enkedronning og var fast besluttet på at sikre anerkendelsen af hendes rettigheder som suveræn hertuginde fra det tidspunkt og fremefter. Selvom hendes nye mand udøvede herskerens magt i Bretagne, anerkendte han formelt hendes ret til titlen "Hertuginde af Bretagne" og tog beslutninger i hendes navn. Hun sikrede sig også, at deres andet barn, søn eller datter, skulle arve Hertugdømmet Bretagne, en klausul, der ikke blev overholdt senere. Annes anden kroningsceremoni som Ludvig 12.s dronning fandt sted den 18. november 1504, igen i Saint-Denis Basilikaen.
Anne boede hovedsageligt på Château de Blois, hvor hertuginden af Bretagnes tilstedeværelse var synlig overalt. Hun fik opført gravmonumentet til sine forældre i Katedralen Nantes (hvor hendes hjerte også ville ende som led i hendes sidste vilje) med symbolerne på de fire dyder: Mod, selvbeherskelse, retfærdighed og visdom, som hun altid prøvede at overholde. Alle former for italienske kunst blev værdsat af dronningen. Under Ludvig 12.'s sygdom foretog hun en rundrejse i Bretagne.
Som hertuginde forsvarede Anne hårdt hendes hertugdømmes uafhængighed. Hun arrangerede ægteskabet mellem sin datter, Claude, arvingen til hertugdømmet, og Karl af Østrig, for at styrke den fransk-spanske alliance og sikre fransk succes i de italienske krige. Ægteskabskontrakten blev underskrevet den 10. august 1501 i Lyon af François de Busleyden, ærkebiskoppen af Besançon, William de Croÿ, Nicolas de Rutter og Pierre Lesseman, alle ambassadører for hertug Filip af Burgund, Karl far. Forlovelsen blev dog annulleret af Ludvig 12., da det blev sandsynligt, at Anne ikke ville føde en mandlig arving. I stedet arrangerede Ludvig 12. et ægteskab mellem Claude og arvingen til den franske trone, Frans af Angoulême. Anne, fast besluttet på at opretholde Bretagnes uafhængighed, nægtede indtil sin død at godkende ægteskabet og pressede i stedet på for at Claude giftede sig med Karl eller at hendes anden datter Renée skulle arve hertugdømmet. Det var på dette tidspunkt, hun benyttede lejligheden til at rejse rundt i hertugdømmet, og hun besøgte mange steder, som hun aldrig havde haft mulighed for at se som barn. Officielt var det en pilgrimsrejse til de bretonske helligdomme, men i virkeligheden var det en politisk rejse og en uafhængighedshandling, der forsøgte at hævde hendes suverænitet over hertugdømmet. Fra juni til september 1505 foretog hun sejrsindtog i hertugdømmet, hvor hendes vasaller modtog hende overdådigt. Derudover sikrede hun den korrekte opkrævning af skatter.

## Død
Udmattet af mange graviditeter og aborter døde Anne af et tilfælde af nyresten på Château de Blois kl. 06.00 den 9. januar 1514, efter at have dikteret i sin vilje den sædvanlige opdeling af hendes krop ( dilaceratio corporis, "opdeling af kroppen") i hjerte, indvolde og knogler) med flere begravelser, et privilegium for det Huset Capet, som gjorde det muligt for flere ceremonier (begravelser af liget - det vigtigste - og hjerte) og steder (begravelse af kroppen og hjertet).
Annes vilje gjorde også hendes anden datter Renée til arvingen til Bretagne. Hendes mand ignorerede dette, bekræftede Claude som hertuginde og giftede hende med Frans året efter Annes død. Da Frans blev konge i 1515 var hertugdømmet Bretagne igen dronningen af Frankrigs besiddelse.
Hun blev begravet i de franske kongers traditionelle begravelsesplads Saint-Denis Basilikaen. Hendes begravelse var usædvanligt lang og varede 40 dage, og den inspirerede alle fremtidige franske kongelige begravelser indtil 1700-tallet. Ved denne lejlighed, erklærede en herold fra Bretagne Pierre Choque for første gang den traditionelle sørgesang: La reine est morte !, la reine est morte !, la reine est morte! (Dronningen er død !, Dronningen er død !, Dronningen er død!). Choqué nedskrev også, at der blev læst to messer, den første af Cordeliers (dvs. Franciskanere) og den anden af Jacobinere (dvs. Dominikanere). Der blev også sunget to rekvier, muligvis dem, der har overlevet af Johannes Prioris og Antoine de Févin. Separate sørgemoteter af andre medlemmer af de to kongelige kor har også overlevet: Quis dabit oculis af Costanzo Festa og Fiere attropos af Pierre Moulu .
I overensstemmelse med hendes testamente blev Annes hjerte anbragt i et reliefemaljeret relikvieskrin af guld og derefter transporteret til Nantes for at blive anbragt i hendes forældres grav i karmelitermunkenes kapel. Dette fandt sted den 19. marts 1514, men den blev senere overført til Katedralen i Nantes. Det er indskrevet på forsiden som følger:
En ce petit vaisseau
De fin eller pur et munde
Repose ung plus grand cueur
Que oncque dame eut au munde
Anne fut le nom delle
En Frankrig deux fois royne
Duchesse des Bretons
Royale et Souveraine. 
Det blev lavet af en anonym guldmed fra hoffet i Blois, måske tegnet af Jean Perréal. Efter ordre af Nationalkonventet blev reklikvieskrinet i åbnet og tømt som led i indsamlingen af ædelmetaller, der hørte til kirker. Det blev sendt til Paris for at blive smeltet om, men blev i stedet opbevaret i Nationalbiblioteket. Det blev returneret til Nantes i 1819 og opbevaret på forskellige museer. det har været på Musée Dobrée siden 1896. Dette relikvie blev stjålet den 13. april 2018 fra TMusée Dobrée. Det blev fundet ubeskadiget senere samme måned.
Ludvig 12.'s og Anne af Bretagnes dobbelte gravmonument, udskåret i Carrara-marmor, blev installeret i Saint-Denis Basilikaen i 1830. Baldakinen er en buegang, og i ved sarkofagens fod er afbildet Ludvig 12.'s sejre (Slaget ved Agnadello, det sejrrige indtog i Milano), statuer af De Tolv Apostle og de fire kardinaldyder, værker af Juste-brødrenes, italienske billedhuggere, der havde modtaget ordren i 1515. Figurerne af Ludvig og Anne (hvis realisme var så chokerende, at den omfattede et åbent underliv syet efter udtrækningen af indvoldene) er tilskrevet Guillame Regnault. Graven blev forstyrret under Den franske revolution den 18. oktober 1793, og ligene blev kastet i en massegrav. Arkæologen Alexandre Lenoir reddede meget af monumentet, der blev bevaret i Museet for franske monumenter i 1795, før det vendte tilbage til den kongelige basilika under den Restaurationen i Frankrig.

## Personlige karaktertræk
Anne var en meget intelligent kvinde, der brugte meget af sin tid på administrationen af Bretagne. Hun blev beskrevet som klog, stolt og hovmodig i sine manerer. Hun sørgede for beskyttelsen af bretonsk autonomi og bevarelsen af hertugdømmet uden for den franske krone, hendes livs arbejde, skønt dette mål skulle vise sig som mislykket kort efter hendes død.
Anne var også en protektor af kunst og nød musik. En stor samler af gobeliner, og det er meget sandsynligt, at gobelinerne med enhjørningjagten, der nu ses på The Cloisters, en del af Metropolitan Museum of Art i New York, blev bestilt af hende til fejring af hendes bryllup med Ludvig 12. Af hendes fire overlevende illuminerede manuskripter af tidebøger er den mest berømte Les Grandes Heures d'Anne de Bretagne. Hun var også protektor for trykte bøger og deres forfattere.
Hun var en hengiven mor, der tilbragte så meget tid som muligt med sine børn. Hun bestilte en bønnebog til sin søn, Karl Orland, til at bruge til at undervise ham i, hvordan han skulle bede, og som vejledning for hans rolle som fremtidig konge af Frankrig. Desværre døde Karl Orland i 1495, og ingen anden søn overlevede mere end et par uger. Ifølge historikeren Brantômes erindringer udvidede Anne sin husstand og sit følge ved hoffet, især med hensyn til unge piger, og hun dannede en slags afgangskole, og havde et selskab på 100 bretonske herrer ved hoffet. Disse nyskabelser påvirkede senere franske hoffer.
Ved sit bryllup med Karl 8. i en alder af 14 år blev Anne beskrevet som en ung pige med blomstrende kinder. Ved sit bryllup med Ludvig, 22 år gammel, efter syv graviditeter uden overlevende børn, blev hun beskrevet som svag og med et blegt ansigt. Ved afslutningen af hendes liv, 36 år gammel, havde hun været gravid 14 gange, og kun to børn havde nået voksenalderen.

## Børn
I hendes ægteskab med Karl 8. af Frankrig blev Anne gravid syv gange:
- Karl Orland, Dauphin af Frankrig (11. oktober 1492 – 16. december 1495). Hendes eneste sunde søn, han døde af mæslinger, da han var tre år gammel. Begravet i Katedralen i Tours.[46]:125
- Frans (august 1493). Anne var blevet gravid i slutningen af 1492 eller begyndelsen af 1493, men rejste med sin mand fra slot til slot. Hun gik i fødsel under en køretur i Courcelles-skoven, og barnet var ufuldbåren og dødfødt. Begravet i Notre-Dame de Cléry.
- Dødfødt datter (marts 1494). I sin tredje graviditet undgik Anne rejser (i stedet boede hun i Amboise nær Dauphin). I februar 1494 ledsagede hun imidlertid kongen til Lyon, hvor han forberedte sig på at draget i krig. Efter ankomsten den 15. marts deltog hun i alle ceremonierne. Begivenhedens stress fik hende til at gå i fødsel for tidligt, og barnet var dødfødt.
- Dødfødt datter (marts 1495). Hun var blevet gravid igen i slutningen af 1494, men mistede barnet kort efter.
- Karl, Dauphin af Frankrig (8. september 1496 – 2. oktober 1496).[46]:125  Hans død fik Anne til midlertidigt at trække sig tilbage til Moulins. Begravet i Katedralen i Tours.
- Frans, Dauphin af Frankrig[46]:125  (juli 1497). Han døde flere timer efter sin fødsel. Begravet i Katedralen i Tours.
- Anne af Frankrig[46]:125  (20. marts 1498). Hun døde samme dag hun blev født på Château de Plessis-lez-Tours. Begravet i Katedralen i Tours.

I hendes ægteskab med Ludvig 12. af Frankrig blev Anne gravid ni gange:
- Claude af Frankrig (13. oktober 1499 – 20. juli 1524), der efterfulgte hende som hertuginde af Bretagne og senere også blev dronning af Frankrig som hustru til Frans 1. :128
- spontanabort (1500).
- Dødfødt søn (21. januar, år ukendt). :128
- spontanabort (slutningen af 1503).
- spontanabort (1505).
- spontanabort (1508).
- spontanabort (1509).
- Renée af Frankrig (25. oktober 1510 - 12. juni 1574) giftede sig med Herkules 2. af Este, hertug af Ferrara, og blev hertuginde af Ferrara,[2] af Chartres, og Frue af Montargis i anledning af sit bryllup.
- Dødfødt søn (januar 1512).

Hver spontanabort eller dødfødsel siges at have glædet den ambitiøse Louise af Savoyen, hvis søn Frans var den formodede arvingen i henhold til Den Saliske Lov. Der eksisterede endda samtidige rygter om, at Louise brugte hekseri til at dræbe Annes sønner.
Gennem sit barnebarn Margrete, hertuginde af Savoy (Claudes yngste datter), er Anne af Bretagne forfader til Viktor Emanuel, Huset Savoyens overhoved og den nuværende prætendent til Italiens trone. Gennem sit oldebarn Claude, hertuginde af Lorraine (datter af Henrik 2. af Frankrig ), er Anne også forfader til Karl von Habsburg, den nuværende leder af Huset Habsburg-Lothringen.

Gennem sit barnebarn Anna af Este (Renées ældste datter) er Anne af Bretagne også forfader til Huset Guise og Huset Savoyen-Nemours. 
- Graven til Karl Orland og Karl, to sønner af Anne og Karl 8. i Katedralen i Tours.
- Dronning Claude af Frankrig
- Hertuginde Renée af Frankrig
- Huset Guises våbenskjold
- Huset Habsburg-Lothringens åbenskjold
- Huset Savoyens våbenskjold

## Emblemer og mottoer
Anne havde arvet de bretonske dynastiske emblemer fra sine forgængere: Hermeliner (fra Johan 5. og Johan 3.) og en snor (fra Frans 2.). Som enke efter Karl 8., og inspireret af sin far, grundlagde hun i 1498 "Ordre de la Cordelière".
Som et personlig emblem brugte hun også bogstavet "A" kronet med mottoet Non mudera ("Jeg vil ikke ændre") og en særlig form af hendes fars snor. Hendes emblemer blev forenet i udsmykningen af hendes slotte og manuskripter med hendes mands: Karl 8.'s flammende sværd og Ludvig 12.'s pindsvin. Hun brugte også mottoet Potius Mori Quam Foedari ("snarere dø end vanære") (på bretonsk "Kentoc'h mervel eget bezañ saotret").
Dette kunne findes mange steder forbundet med hendes funktioner som hertuginde eller dronning:
- vægdekorering i begravelsespladsen i Abbaye Saint-Pierre de Solesmes, af Michel Colombe, 1496.
- glasmalerier i kirken i Ervy-le-Châtel, 1515.
- glasmalerier på rådhuset i Étampes, 1853.

## Galleri
- Jægere kommer ind i skoven
- Unicorn findes
- Unicorn forsvarer sig selv
- To fragmenter af Mystic Capture of Unicorn
- Unicorn dræbes og bringes til slottet
- Enhjørningen er i fangenskab og er ikke længere død

## Repræsentationer og social arv
- Statue af Anne af Bretagne i Reines de France et Femmes illustrerer serien, Jardin du Luxembourg, Paris .
- Statue af hertuginde Anne af Bretagne af Johann Dominik Mahlknecht. Cours Saint-Pierre, Nantes, Frankrig.

 Selv mens hun levede, skildrede Karl 8.'s og Ludvig 12.'s kongelige propaganda Anne af Bretagne som en perfekt dronning, et symbol på forening og fred mellem Kongeriget Frankrig og Hertugdømmet Bretagne (den populære tradition for den "Gode hertuginde "). I de efterfølgende århundreder præsenterede historikere og populærkultur undertiden Anne af Bretagne på forskellig vis, og tilskrev hende fysiske og psykologiske træk, som ikke nødvendigvis understøttes af historiske beviser.
Efter hendes død blev hun gradvist glemt indtil midten af det 19. århundrede. Efter stiftelsen af Den Bretonske Forening i 1843 søgte bretonske regionalister en figur, der kunne legemliggøre deres ideal om agrarisk og regional fornyelse, samtidig med at de udtrykte deres tilknytning til den franske nation. Deres valg var Anne af Bretagne. 
Mange myter omgiver nu Anne af Bretagne, som en kvinde, der blev tvunget til et arrangeret ægteskab med Karl 8., hertuginden af Bretagne, der forpligtede sig til lands uafhængighed og lykke, eller på anden vis et dronningesymbol på forening og fred mellem Bretagne og Frankrig. Det er blevet et stridsemne mellem de bretonske historikere, der forfølger en mytologisering af deres fortid, og dem, der skaber en national historiografi med myten om én udelelig fransk nation.
Denne symbolik forklarer udgivelsen af halvtreds bøger i løbet af de sidste 200 år, der giver kontrastfulde fortællinger om Anne. Længst væk på den ene side er der Georges Minois, der præsenterede hende som en "begrænset, smålig og hævngerrig" person og længst væk på den anden er Philippe Tourault, der gav hende en "ganske rig og favorabel personlighed, der brændende var knyttet til sit land og folk ".

## eksterne links
- LebrelBlanco.com, Anne de Bretagne i Navarras middelalderhistorie
- Jean-Luc Deuffic: Les manuskripter d'Anne de Bretagne Arkiveret 25. februar 2013 hos  Wayback Machine
- Faksimile.ch